# Daniel Danielis
Daniel Daniélis (baptisé le 1er mai 1635 - mort à Vannes le 17 septembre 1696) est un musicien et compositeur belge.

## Biographie
Daniélis est né à Visé dans le pays de Liège en Belgique. Il aurait effectué ses études à Maastricht (certainement dans le chœur d'une des églises de la ville) et devint ensuite organiste à Saint-Lambert. Au service du duc de Mecklembourg-Güstrow, Gustave-Adolphe de Mecklembourg-Güstrow, il travaille jusqu'en 1683, date à laquelle il quitte l'Allemagne pour Paris. Il est assez vraisemblable que c'est ce Daniel Danielis qui participe au concours de Versailles (1683) tenu en avril, même s'il existe, à cette époque-là, plusieurs musicien qui s'appellent Danielis. En effet, la revue Mercure galant du mois d'avril mentionne le nom de « Daniëlis » parmi 35 candidats et cela coïncide avec son séjour à Paris. En 1684, il devient maître de musique et maître du chœur (maître de chapelle) de la cathédrale Saint-Pierre de Vannes où il sera actif jusqu'à sa mort en 1696.

## Œuvres[2]
Il composa 72 motets caractérisés par leurs nombreuses répétitions textuelles, leurs vocalises, leurs rapides et fréquentes modulations, leur chromatisme et leur tendance au figuralisme musical. 

### Discographie
- Ensemble Pierre Robert. Daniel Danielis / Cæleste convivium. Direction : Frédéric Desenclos, 2002-2003. Alpha 045